# The Final Sign of Evil
The Final Sign of Evil – dwunasty album w dyskografii niemieckiej thrashmetalowej grupy Sodom. 
Płyta zawiera utwory z minialbumu In The Sign of Evil oraz siedem niepublikowanych utworów z lat 1983-1986. Kompozycje te pierwotnie miały znaleźć się na debiutanckiej płycie długogrającej zespołu, jednak nie nagrano ich wówczas z powodu braku środków na opłacenie czasu nagraniowego w studiu (powstał tylko minialbum).
Materiał zrealizowano w oryginalnym składzie z 1985 roku. Dawni członkowie Sodom zebrali się specjalnie na okazję nagrań. 

## Lista utworów
1. "The Sin of Sodom" – 5:41
2. "Blasphemer" – 3:20
3. "Bloody Corpse" – 3:56
4. "Witching Metal" – 3:38
5. "Sons of Hell" – 4:22
6. "Burst Command 'til War" – 2:29
7. "Where Angels Die" – 4:47
8. "Sepulchral Voice" – 4:36
9. "Hatred of the Gods" – 3:14
10. "Ashes to Ashes" – 4:22
11. "Outbreak of Evil" – 5:26
12. "Defloration" – 3:52

## Twórcy
- Tom Angelripper – gitara basowa, wokal
- Grave Violator – gitara
- Chris Witchhunter – perkusja